# Breedsnavelniltava
De breedsnavelniltava (Cyornis caerulatus) is een zangvogel uit de familie Muscicapidae (vliegenvangers). Het is een kwetsbare, min of meer endemische vogelsoort van de Grote Soenda-eilanden Sumatra en Borneo (Indonesië en Oost-Maleisië).

## Kenmerken
De vogel is 14 cm lang; het is een helder gekleurde bosvogel. Het mannetje is donkerblauw van boven, de bovenkant van de kop is wat lichter blauw. De kin is zwart en de borst en buik zijn roestkleurig oranje. Het vrouwtje is bruin van boven met een lichte ring om het oog en blauwe stuit en staart. De vogel lijkt sterk op de mangroveniltava (C. rufigastra), maar die heeft een contrastrijke wenkbrauwstreep en is doffer van kleur op de staart.

## Verspreiding en leefgebied
Deze soort telt 3 ondersoorten:
- C. c. albiventer: Sumatra.
- C. c. rufifrons: westelijk Borneo.
- C. c. caerulatus: noordelijk, oostelijk en zuidelijk Borneo.

Het leefgebied bestaat uit bos, ongerept regenwoud in laagland, maar ook ouder bos waarin selectief is gekapt waar de vogel voorkomt in de ondergroei en de randen van open stukken.

## Status
De breedsnavelniltava heeft een bedreigd en versnipperd verspreidingsgebied en daardoor is de kans op uitsterven aanwezig. De grootte van de populatie werd in 2012 door BirdLife International geschat op  6 tot 15 duizend individuen en de populatie-aantallen nemen af. Het leefgebied wordt aangetast door ontbossing door onder andere grote bosbranden waarbij natuurlijk bos wordt omgezet in gebied voor agrarisch gebruik en menselijke bewoning. Om deze redenen staat deze soort als kwetsbaar op de Rode Lijst van de IUCN.